# Myans
Myans é uma comuna francesa na região administrativa de Auvérnia-Ródano-Alpes, no departamento de Saboia. Estende-se por uma área de 3,58 km². Em 2010 a comuna tinha 1 295 habitantes (densidade: 361,7 hab./km²).